# Популярність мов програмування
Популярність мов програмування визначити складно, оскільки вживання мов програмування та метрики якими його можна виміряти дуже залежать від контексту. Деякі мови дуже популярні для певних застосувань. Наприклад, COBOL досі поширений у корпоративних датацентрах, часто на великих мейнфреймах; Fortran популярний в інженерних задачах; Сі у вбудованих застосунках та операційних системах.

## Методи
Запропоновані різні методи визначення популярності мови, кожний із яких має свої власні упередження:
- кількість використань назви мови програмування під час пошуку в Інтернет, наприклад, за допомогою Google Trends
- кількість оголошень про роботу, що згадують назву мови програмування[1][2]
- кількість книжок про мову програмування[3][4]
- оцінки кількості рядків коду написаного мовою програмування[5]
- кількість знайдених пошуковиком згадок мови програмування в Інтернет[6]
- кількість проектів даною мовою на SourceForge,[7] Freecode,[8] і GitHub[9]
- кількість повідомлень про мову у групах Usenet[10]

## Індекси
Опубліковано декілька індексів популярності мов:
- Щомісячний індекс Tiobe (англ. Tiobe index) публікується від 2001 року.[11] Він базується на пошуках у Web певних фраз, що містять назву мови програмування і рахування кількості знайдених результатів.
- PYPL PopularitY of Programming Language[12] базується на Google Trends, відображаючи кількість запитів до пошуковика виду «керівництво з <назва мови програмування>».[13]
- RedMonk Programming Language Rankings[14] базується на статистиці використання мови на GitHub і кількості обговорень на Stack Overflow.
- Indeed, опитування 2016 року перебирало списки вакансій, визначаючи згадки про мови програмування.[15]
- Щорічне опитування розробників Stack Overflow, яке проводить опитування користувачів сайту. У 2021 році найпопулярнішими були: JavaScript, HTML/CSS, Python і SQL.[16]
- Річний рейтинг найкращих мов програмування IEEE Spectrum. У 2021 році він використовував 11 показників з 8 джерел: GitHub, Google, Twitter, Stack Overflow, Reddit, Hacker News, Career Builder і IEEE Xplore Digital Library,[17][18] згідно з якими найкращими мовами були Python, Java, C, C++ і JavaScript.[19]